# Asien-Stillahavsregionen

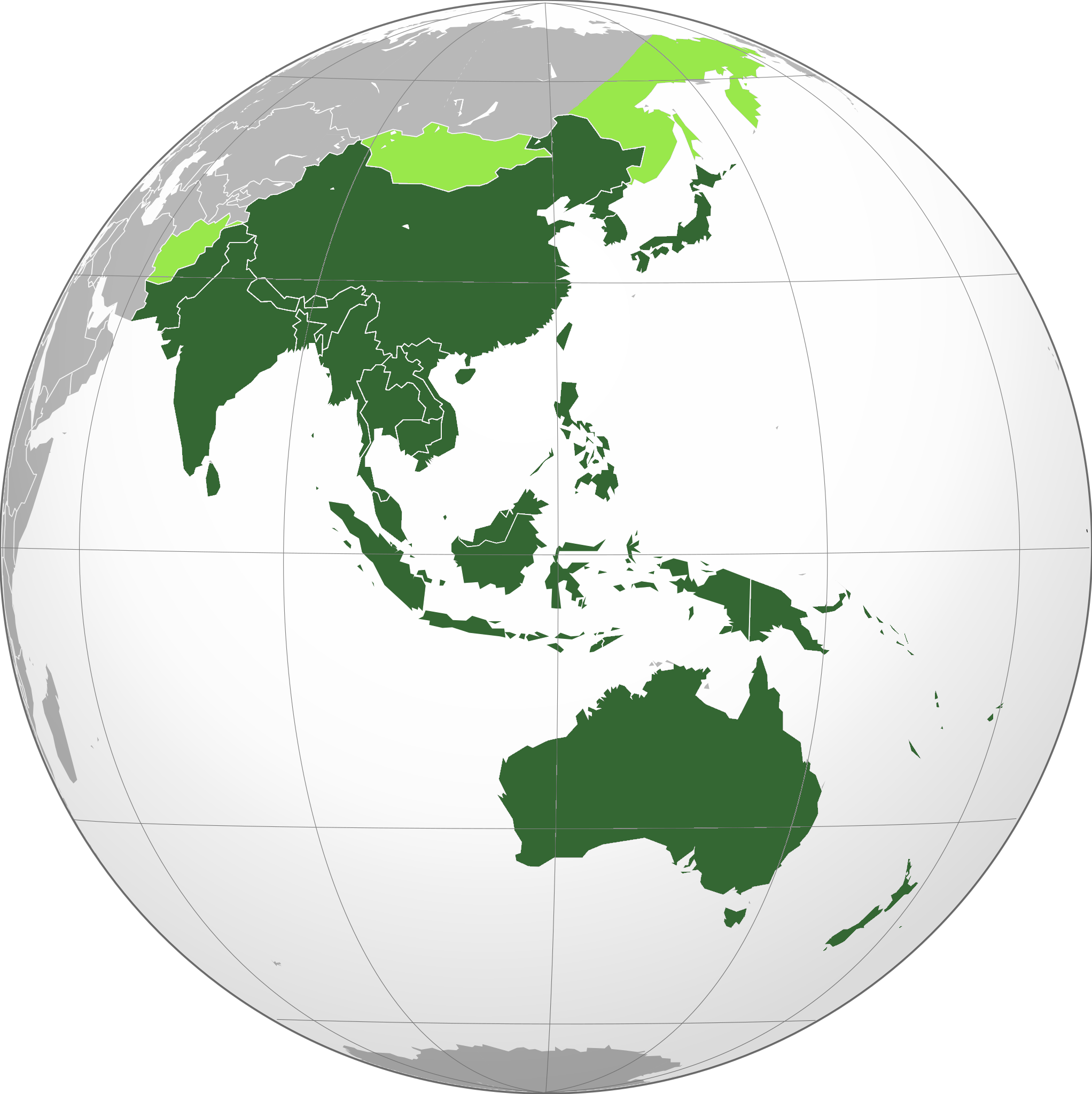
Världskarta med länder i Asien-Stillahavsregionen markerade i grönt.

Asien-Stillahavsregionen eller Asia Pacific (Asia-Pac, AsPac, APAC, APJ, JAPA eller JAPAC) är ett territorium vid eller i närheten av Stilla havet (även kallad Pacifiken). I olika sammanhang kan olika länder inbegripas, med det handlar vanligen om Östasien, Sydasien, Sydöstasien och Oceanien.
Ibland innefattar termen också Ryssland (norra Pacifiken) och länder i Amerika med kust mot Stilla havet; i Asia-Pacific Economic Cooperation är Kanada, Chile, Ryssland, Mexiko, Peru och USA medlemmar, förutom länder i östra och södra Asien.
Termen syftar i andra sammanhang på hela Asien och Australasien såväl som mindre och större stater i Stilla havet, så exempelvis när världen indelas i handelsregioner (och då i motsats till Amerika och EMEA).